# Camerata fiorentina
De Camerata Fiorentina was een groep van musici, dichters, muzikale amateurs, humanisten en geleerden in de vroegbarok te Florence, die onder bescherming van graaf Bardi van ongeveer 1573 tot 1587 bijeenkwam. Het historisch belang is, dat vanuit deze groep de eerste aanzet van de opera ontstond.
De leden discussieerden over de schone kunsten en met name muziek(theorie) en drama. Vincenzo Galilei, de vader van Galileo Galilei en Girolamo Mei (vanuit Rome) ontwikkelden in deze kring hun visie op hoe de oude Grieken hun toneeluitvoeringen hadden ingericht: in de Griekse oudheid zou de tekst met een simpele instrumentale begeleiding eenstemmig zijn gezongen. Geïntrigeerd waren zij vooral door de antieke beschrijvingen van het morele en emotionele effect dat uitvoering van de Griekse tragedie en komedie gehad zou hebben: dat effect wilden zij ook bereiken. Historisch gezien zijn hun stellingen over de Griekse muziekpraktijk waarschijnlijk onjuist, maar het effect was wel een ongehoorde opbloei van muzikale activiteit.
Belangrijkste uitkomst was dat zij het begeleide sololied en het lied centraal stelden: de monodie als tegenhanger van de (toen alom aanwezige) polyfonie. Anders gezegd: zij stelden het recitar cantando (zingend acteren) centraal; de muziek had slechts een ondersteunende taak en was ondergeschikt aan de tekst. Zij wezen de polyfonie af, die de tekst moeilijker te volgen maakte. Zij worden dan ook wel de monodisten genoemd.
In 1582 toonzette Vincenzo Galilei de (verloren gegane) klaagzang (lamento) van Ugolino uit Dantes Inferno. Ook Giulio Caccini heeft verscheidene liederen in die stijl gemaakt: min of meer melodieuze zang met een begeleiding van simpele akkoorden.
Na 1587 hadden binnen Florence de binnen de Camerata ontwikkelde ideeën nog steeds grote aanhang. En in die sfeer ontwikkelde het recitatief zich allengs tot opera. Ook andere vroegere vormen – zoals de instrumentale tussenspelen, de intermedio’s - werden daarbij in het nieuwe genre opgenomen. Voor de vormgeving van de dramatische expressie was de in de Camerata ontstane samenwerking tussen componist (zoals Jacopo Peri) en dichter (zoals Ottavio Rinuccini) een wezenlijk element.
In 1598 produceerden Peri - als componist -, en zijn librettist Rinuccini Dafne, een volledig monodisch gezongen drama: hiermee was definitief het nieuw genre van de opera ontstaan. Ook voor de volgende opera “Euridice” (1600), schreef Rinuccini het libretto, met opnieuw muziek van Peri. Giulio Caccini's rol bij deze opera is omstreden.
Van alle revoluties in de muziekgeschiedenis valt deze op doordat hij volledig van tevoren bedacht lijkt, een van de weinige voorbeelden vóór de 20e eeuw dat de theorie aan de praktijk voorafging. Zowel Bardi als Galilei hebben hun ideeën op schrift uiteengezet. Bardi schreef de Discorso (1578), een lange brief aan Giulio Caccini, en Galilei publiceerde de Dialogo della musica antica et della moderna (1581-1582).